# Гунунгситоли
Гунунгсито́ли (индон. Gunungsitoli) — город, административный центр округа Ниас (хотя и не входит в его состав), провинции Северная Суматра, Индонезия.  Город находится на побережье острова Ниас. Сам остров расположен в Индийском океане, к западу от острова Суматра.
Площадь города — 230,8 км². Население — 74 203 жителей (2004). Плотность населения — 322 жителя/км². 28 марта 2005 года, во время сильного землетрясения на Суматре отдельные кварталы города были разрушены.
В 2008 году город был выделен из округа Ниас в отдельный муниципалитет, однако остался местом нахождения административных структур округа.